# Diada d'Europa
La Diada d'Europa es commemora el dia 9 de maig en record a la declaració realitzada per l'aleshores Ministre francès d'Afers Exteriors, Robert Schuman, a París el dia 9 de maig de 1950, mitjançant la qual es donà el tret de partida a la creació de la Comunitat Europea del Carbó i de l'Acer (CECA).

## Història
El 9 de maig de 1950, just cinc anys després de la signatura de l'armistici de la Segona Guerra Mundial, el ministre francès d'Exteriors Robert Schuman va proposar, a partir d'una idea del seu assessor Jean Monnet, un pla que pretenia situar la producció francesa i alemanya del carbó i l'acer -elements necessaris per a la construcció d'armament- sota el control d'una autoritat única i supranacional.La declaració Schuman, va donar lloc un any més tard a la creació de la primera de les Comunitats Europees, la CECA, origen del procés d'integració europea que ha acabat edificant l'actual Unió Europea.
El 9 de maig s'ha convertit en el símbol europeu que, juntament amb l'euro, la bandera europea i l'himne europeu, identifiquen l'entitat política de la Unió Europea. El Dia europeu és un símbol exclusiu de la UE, a diferència de la bandera i l'himne que són símbols de tot Europa per extensió. Això es deu al fet que la declaració Schuman va ser posterior a la creació del Consell d'Europa, d'on provenen els altres dos símbols.

## Celebració
A pesar de ser l'únic dia de celebració oficial en tota la Unió Europea, a la pràctica cap dels estats membres de la Unió no organitza festivitats commemoratives d'alt nivell, com les que es realitzen amb motiu de les festes nacionals de cada estat.
Cada any la Comissió Europea publica un cartell promocional, que comprèn un motiu diferent cada vegada, acompanyat d'un lema referent a un tema d'actualitat dins de la UE.